# Ecnomus fletcheri
Ecnomus fletcheri is een schietmot uit de familie Ecnomidae. De soort komt voor in het Oriëntaals gebied.